# Bernard Blommers
Bernardus Johannes (Bernard) Blommers (30 de enero de 1845 en La Haya – 12 de diciembre de 1914 en La Haya) fue un grabador y pintor holandés de la Escuela de La Haya.
Aprendió la litografía a comienzos de su carrera, y luego estudió en la Academia de La Haya con Johan Philip Koelman hasta 1868 Sus primeras pinturas eran en su mayoría pinturas de género representan a pescadores en su ambiente, influido, entre otros por Jozef Israëls. Las obras posteriores (a partir de 1890) la pincelada se hace más suelta, mientras que en referencia a los temas las escenas marítimas y de género sigue siendo sus temas principales.